# Nông học

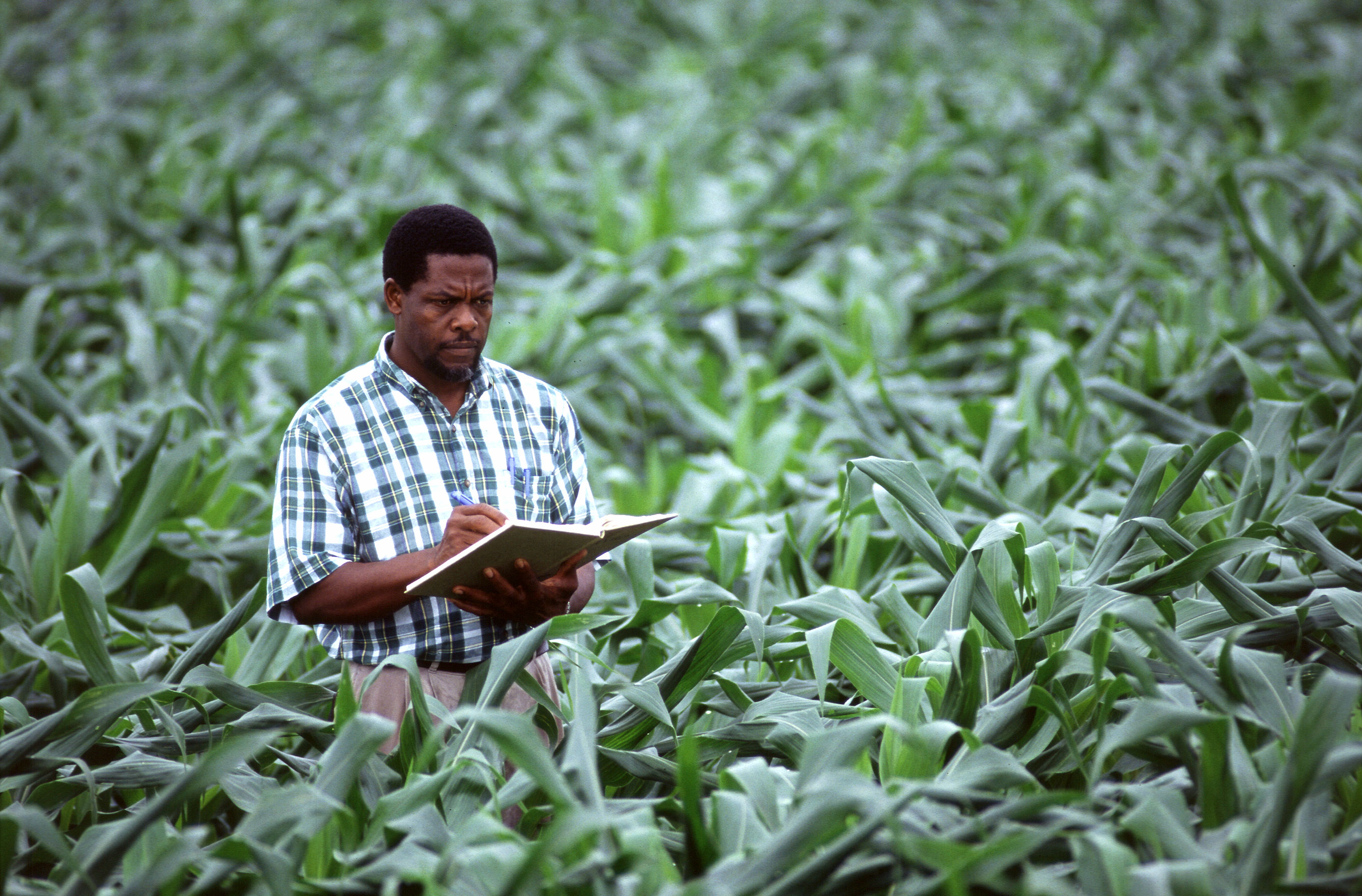
Một nhà nông học đang làm việc trên cánh đồng.

Nông học là một ngành khoa học và kỹ nghệ nghiên cứu ứng dụng các loại thực vật thành thực phẩm, nhiên liệu, thức ăn gia súc và lấy chất xơ. Nông học bao gồm các ngành di truyền học về thực vật, sinh lý thực vật, khí tượng học và khoa học về đất trồng trọt. Nông học là ngành ứng dụng của các ngành khoa học như sinh học, hóa học, sinh thái học, đất học và di truyền học. 

## Đại cương
Ngày nay, những nhà nông học thường nghiên cứu về nhiều vấn đề như là sản xuất thực phẩm, tạo ra các thực phẩm có lợi cho sức khỏe hơn, quản lý tác động của môi trường lên nông nghiệp và tạo ra năng lượng từ cây trồng. Nhà nông học thường chuyên về các lĩnh vực như luân canh cây trồng, thủy lợi, thoát nước, giống cây trồng, phân loại đất, màu mỡ của đất, kiểm soát cỏ dại, côn trùng và kiểm soát dịch hại. Nông học là rất quan trọng về kinh tế, vì sản xuất cây trồng bền vững, cải thiện lợi nhuận và khả năng cạnh tranh của sản xuất vụ mùa, và điều quan trọng là môi trường bền vững; vì vụ mùa sản xuất là kết quả trong đất, nước, và chất lượng không khí.